# Шактипат
Шактипа́т (санскрит: передача шакти или энергии Божества) — передача силы, духовной энергии кундалини от учителя, в котором она уже активна, ученику. Элемент обряда посвящения в тантризме. Передача может происходить через взгляд, касание, ментальный посыл, произнесение мантры, через вещи (фрукт, цветок, письмо) по телефону или телевизору. В зависимости от степени подготовки и личных способностей адепт может не получить ничего, испытать желание продолжать самосовершенствование или получить просветление, меняющее всю его дальнейшую жизнь. Большое значение имеет вера адепта в учителя и в ритуал, совместимость учителя и ученика и др.